# Sudanell
Sudanell  ist eine katalanische Gemeinde (Municipio) mit 897 Einwohnern (Stand: 2024) in der Provinz Lleida im Nordosten Spaniens. Sie ist Teil der Comarca Segrià. 

## Geographie
Sudanell liegt etwa acht Kilometer südsüdwestlich vom Stadtzentrum von Lleida in einer Höhe von ca. 150 m. Der Segre begrenzt die Gemeinde im Norden und Westen. Durch die Gemeinde führt die Autopista AP-2.

## Einwohnerentwicklung
| 1900 | 1930 | 1950 | 1970 | 1981 | 1991 | 2001 | 2011 | 2021 |
| ---- | ---- | ---- | ---- | ---- | ---- | ---- | ---- | ---- |
| 719  | 797  | 686  | 801  | 756  | 733  | 709  | 885  | 844  |

## Sehenswürdigkeiten

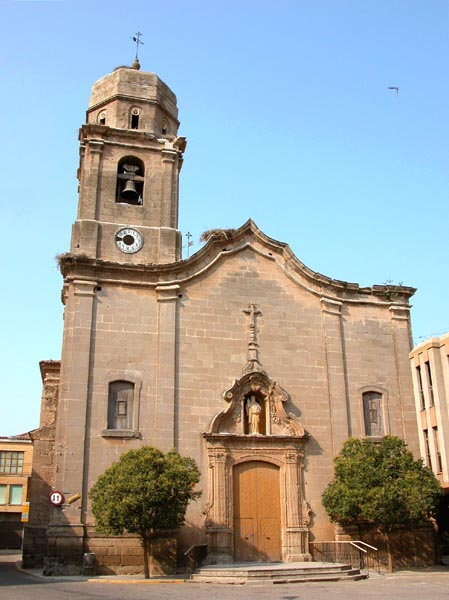
Peterskirche

- Peterskirche